# Clubiona fusoidea
Clubiona fusoidea este o specie de păianjeni din genul Clubiona, familia Clubionidae, descrisă de Zhang în anul 1992. Conform Catalogue of Life specia Clubiona fusoidea nu are subspecii cunoscute.